# ミトブロニトール
ミトブロニトール(Mitobronitol)または1,6-ジブロモ-1,6-ジデオキシ-D-マンニトールは、マンニトールの臭素化アナログである。アルキル化剤に分類され、抗がん剤としても用いられる。